# Wahlen in den Seychellen 1979
Die Wahlen in den Seychellen 1979 (General elections) wurden zwischen dem 23. und 26. Juni 1979 in den Seychellen durchgeführt. Gewählt wurde der Präsident und die Nationalversammlung. Nach einem Staatsstreich 1977 war die Seychelles People’s Progressive Front (früher „Seychelles People’s United Party“) die einzige legale Partei. Der einzige Kandidat in den Präsidentschaftswahlen war der Parteiführer der SPUP France-Albert René.
Die SPUP gewann alle 25 Sitze in der Nationalversammlung und René wurde mit 98 % der Stimmen bestätigt bei einer Wahlbeteiligung von 96,4 %.

## Ergebnisse

### Präsidentschaftswahlen

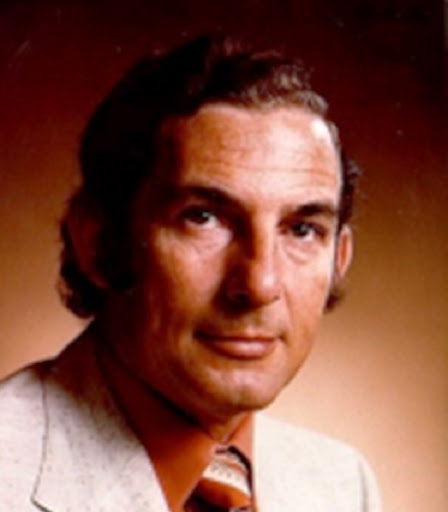
France-Albert René.

France-Albert René wurde mit 26.390 Stimmen und 541 Gegenstimmen gewählt. Wahlberechtigt waren 27.929 Personen.

### Nationalversammlung
Die Seychelles People’s Progressive Front errang 23 Sitze und der Präsident ernannte weitere 2 Delegierte.